# Truth of Lies
『Truth of Lies』（トゥルース・オブ・ライズ）は、浜本沙良の2枚目のオリジナル・アルバム。1995年3月17日にフォーライフ・レコードから発売された。

## 概要

### アルバム解説
- キャッチコピーは「アップタウンの女神たちのすべて…マイルドな心地よさと、ソリッドなグルーヴ感溢れる浜本沙良洗練の2ndアルバム。」[2]。
- アルバムのタイトルは、嘘をつかなくてはいけない時があり、そういった場合には必ず真実があるという女の子の表と裏の感情を意味した物となっている[3]。浜本にはそういう感情が大切だという思いがあり、そういった目に見えない大切な物がアルバムのテーマとなっている[3]。
- 2015年9月1日より、タワーレコードミュージックとレコチョクで配信販売が開始された[4]。
- 2023年8月16日、LP盤としてOCTAVEより再発売された[5]。元々は8月5日に発売予定だったが延期になった[6]。

### 楽曲解説
- 2曲目「COOL WATER」は、2023年3月22日に発売されたクニモンド瀧口プロデュースのアルバム『City Music Tokyo parallelism』に収録された[7]。
- 6曲目「my way home」は、後に発売されたシングル「風の輝く場所で」のカップリングとしてリカットされた[8]。
- 7曲目「Feelin' Blue」は、元々は鈴木恵子が1984年頃に作り[9]、This Timeのストックとなっていた楽曲である[10]。浜本が楽曲を気に入り、提供することが決まった[10]。提供決定後にユニットで大サビを制作した[9]。

## 収録曲
| 全編曲: 有賀啓雄。 |                     |           |            |       |
| #                  | タイトル            | 作詞      | 作曲       | 時間  |
| 1.                 | 「enfin」           | 松井五郎  | 羽場仁志   | 4:34  |
| 2.                 | 「COOL WATER」      | 夏野芹子  | 山口美央子 | 5:50  |
| 3.                 | 「What is Love」    | 庄司明弘  | 羽場仁志   | 4:54  |
| 4.                 | 「Lonesome」        | 夏野芹子  | 羽場仁志   | 4:35  |
| 5.                 | 「あなたが好き」    | 松井五郎  | 羽場仁志   | 4:39  |
| 6.                 | 「my way home」     | 夏野芹子  | 羽場仁志   | 4:11  |
| 7.                 | 「Feelin' Blue」    | 鈴木恵子  | This Time  | 6:01  |
| 8.                 | 「FOR YOU, FOR ME」 | 松井五郎  | 羽場仁志   | 4:32  |
| 9.                 | 「Swing」           | 浜本沙良  | 羽場仁志   | 5:39  |
| 10.                | 「それから」        | 夏野芹子  | 羽場仁志   | 4:49  |
| 合計時間:          | 合計時間:           | 合計時間: | 合計時間:  | 49:44 |

## タイアップ
| 曲名         | タイアップ                             |
| ------------ | -------------------------------------- |
| What is Love | NTT DoCoMo関西「愛の嵐の物語」CMソング |
| あなたが好き | 名鉄百貨店「お歳暮 '94」CMソング       |

## ミュージシャン
| enfin - ドラムス：宮田繁男 - ベース：有賀啓雄 - ギター：佐橋佳幸 - ピアノ：塩谷哲 - パーカッション：江川源一、Kosmas Kapitza、中川祐一 - ホーンセクション：織田浩司、河合わかば、下神竜哉、小林太 - シンセサイザーオペレーター：橋本茂昭 COOL WATER - ドラムス：宮田繁男 - ベース：有賀啓雄 - ギター：佐橋佳幸 - キーボード：松田真人 - コーラス：AMAZONS - シンセサイザーオペレーター：橋本茂昭 What is Love - ドラムス：宮田繁男 - ベース：有賀啓雄 - ギター：斎藤誠 - キーボード：松田真人 - コーラス：有賀啓雄、高尾直樹、菅木真智子 - シンセサイザーオペレーター：橋本茂昭 Lonesome - ドラムス：坂口良二 - ベース：有賀啓雄 - ギター：林部直樹 - キーボード：松田真人 - パーカッション：三沢またろう - ホーンセクション：荒木敏男、村田陽一、山本拓夫、河東伸夫 - コーラス：AMAZONS - シンセサイザーオペレーター：橋本茂昭 あなたが好き - ドラムス：宮田繁男 - ベース：有賀啓雄 - ギター：斎藤誠 - キーボード：松田真人 - フリューゲルホルン：荒木敏男 - フルート：山本拓夫 - コーラス：有賀啓雄 - シンセサイザーオペレーター：橋本茂昭 | my way home - ベース：有賀啓雄 - ギター：佐橋佳幸 - ピアノ：塩谷哲 - パーカッション：江川源一、Kosmas Kapitza、中川祐一 - シンセサイザーオペレーター：橋本茂昭 Feelin' Blue - アコースティックギター：佐橋佳幸 - ピアノ：松田真人 - ストリングス：桑野聖ストリングス - シンセサイザーオペレーター：橋本茂昭 FOR YOU, FOR ME - ドラムス：坂口良二 - ベース：有賀啓雄 - ギター：林部直樹 - キーボード：松田真人 - パーカッション：三沢またろう - ホーンセクション：荒木敏男、村田陽一、山本拓夫、河東伸夫 - コーラス：高尾直樹、Candy - シンセサイザーオペレーター：橋本茂昭 Swing - ドラムス：坂口良二 - ベース：有賀啓雄 - ギター：林部直樹 - キーボード：松田真人 - パーカッション：三沢またろう - コーラス：有賀啓雄 - シンセサイザーオペレーター：橋本茂昭 それから - ギター：高山一也 - キーボード：有賀啓雄 - コーラス：AMAZONS - シンセサイザーオペレーター：橋本茂昭 |

## スタッフクレジット
| プロデューサー                   | 岡田功（フォーライフ・レコード）、庄司明弘（YOU-STAFF）  |
| サウンドプロデューサー           | 有賀啓雄                                                 |
| レコーディングエンジニア         | 浅野浩伸、工藤雅史、上條直之                             |
| アシスタントエンジニア           | 遠山勉、小田島明子、谷川博、吉村健一、根本洋志、開崎晃典 |
| ミックス                         | 浅野浩伸                                                 |
| マスタリング                     | ボビー畑                                                 |
| アーティストマネジメント         | 新井雄貴（ビーンズ）                                     |
| ミュージシャンコーディネーション | 佐々木賢（オフィス・ケン）                               |
| エグゼクティブプロデューサー     | 後藤豊（フォーライフ・レコード）                         |
| アートディレクション             | 石川絢士（the GARDEN）                                   |
| デザイン                         | 角谷光義（the GARDEN）                                   |
| フォトグラフィ                   | 山内順仁                                                 |
| スタイリスト                     | ソニア・パーク                                           |
| ヘアー&メイクアップ              | 中野明海                                                 |
| アートワークコーディネーション   | 元起丈晴（the GARDEN）                                   |